# Isaac van Geelkercken

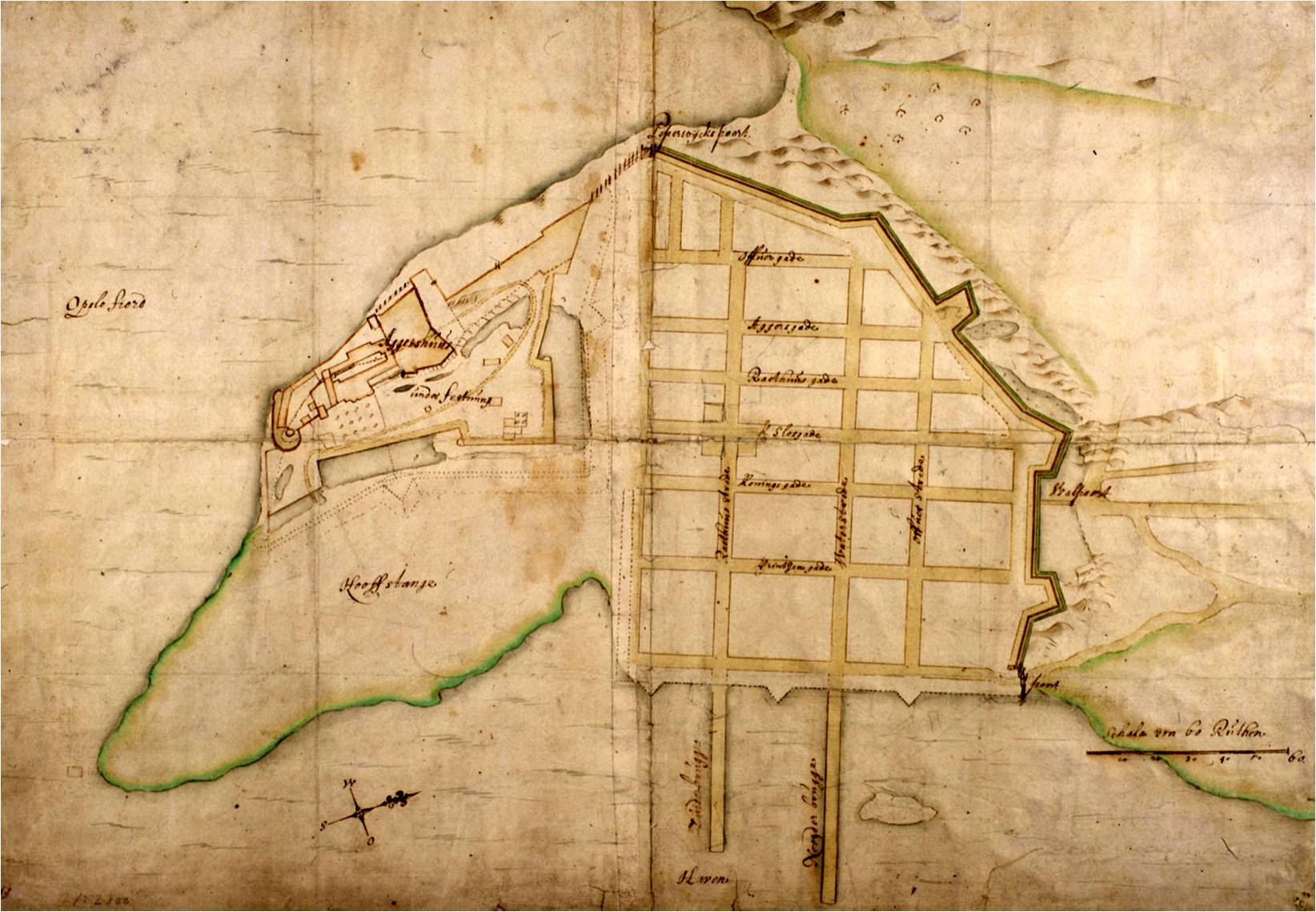
Kaart van Christiana (Oslo) uit 1648

Isaac van Geelkercken (1615-1672) was een Nederlands cartograaf.
Van Geelkercken werd geboren als zoon van de bekende cartograaf Nicolaes van Geelkercken. Hij trad, net als zijn broers Jacob en Arnold, in de voetsporen van zijn vader en werd cartograaf. In 1644 trad hij in dienst van de koning van Denemarken en werd als vestingingenieur gestationeerd in Noorwegen. In 1657 volgde hij zijn vader op als landmeter in Gelderse dienst. Uit deze laatste periode zijn veel manuscriptkaarten bewaard gebleven, die bewaard worden in het Gelders Archief in Arnhem.